# دیرک واینبرخ
دیرک واینبرخ (انگلیسی: Dirk Wayenberg; ۱۴ سپتامبر ۱۹۵۵ – ۱۵ مارس ۲۰۰۷) دوچرخه‌سوار اهل بلژیک بود.